# Kertabesuki
Kertabesuki is een bestuurslaag in het regentschap Brebes van de provincie Midden-Java, Indonesië. Kertabesuki telt 4494 inwoners (volkstelling 2010).